# Atlantiküberquerung
Atlantiküberquerung ist ein Begriff für die Überquerung des Atlantischen Ozeans von Europa oder Afrika nach Amerika – oder umgekehrt – auf dem Wasser- oder dem Luftweg.

## Per Schiff
Bereits um das Jahr 1000 betraten Grænlendingar unter Leif Eriksson amerikanischen Boden. Heute gilt allgemein Christoph Kolumbus als Entdecker Amerikas, da erst nach seiner Entdeckung der Karibik am 12. Oktober 1492 die kontinuierliche Erkundung und Eroberung des Kontinents durch die europäischen Nationen begann. Der Forscher Thor Heyerdahl (1914–2002) wies 1969 und 1970 mit zwei Fahrten von Marokko nach Barbados mit einem Papyrusschiff (Ra I und Ra II) nach, dass eine Atlantiküberquerung mit den Mitteln der ägyptischen Pharaonen möglich gewesen wäre.
Bis zur Erfindung des Dampfschiffes konnte der Atlantik nur mit Segelschiffen überquert werden. Hauptgründe für eine Atlantiküberquerung waren Handel (in beiden Richtungen), Auswanderung (von Europa nach Amerika), Reisen und Sklaventransporte (von Afrika nach Amerika). Das Schiff Sirius war das erste dampfbetriebene Schiff, das den Atlantik 1838 überquerte.
1889 wurde mit dem 20 Knoten schnellen White-Star-Line-Schiff Teutonic der erste Hochsee-Dampfer ohne jegliches Segel in Dienst gestellt. Der Aufwand allein zum Betreiben der Dampfkessel eines Schnelldampfers der Jahrhundertwende um 1900 war enorm. Um mit immer größeren Schiffen immer höhere Geschwindigkeiten erzielen zu können (siehe Blaues Band), musste die Leistung der Maschinenanlage immer weiter gesteigert werden.

### SchnelldampferKronprinzessin Cecilie
Die größte jemals in der zivilen Seefahrt verwendete Kolbendampfmaschinenanlage befand sich auf dem Schnelldampfer Kronprinzessin Cecilie, der 1907 für den Norddeutschen Lloyd in Dienst gestellt wurde. Der Dampfbedarf von vier Vierzylinder-Vierfach-Expansions-Kolbendampfmaschinen mit zusammen 46.000 PS wurde durch Dampf aus 31 Kesseln (7 Einender- und 12 Doppelenderkessel) mit je vier Feuerungen gedeckt. Die dabei täglich verfeuerten 760 Tonnen Steinkohle wurden von 118 Kohlentrimmern aus den Kohlebunkern vor die Kessel geschafft. Während jeder der drei Seewachen arbeiteten für die Dampferzeugung 76 Mann.

### Titanic
Die Titanic war ein Passagierschiff der britischen Reederei White Star Line. Sie wurde in Belfast gebaut und war bei ihrer Indienststellung am 2. April 1912 das größte Schiff der Welt.
Auf ihrer Jungfernfahrt kollidierte die Titanic am 14. April 1912 gegen Mitternacht etwa 300 Seemeilen südöstlich von Neufundland seitlich mit einem Eisberg und sank zwei Stunden und 40 Minuten später.
Sie war das zweite von drei Dampfschiffen der Olympic-Klasse und war wie ihre Schwesterschiffe für den Liniendienst auf der Route Southampton–Cherbourg–Queenstown–New York, New York–Plymouth–Cherbourg–Southampton vorgesehen und sollte neue Maßstäbe im Reisekomfort setzen.
Obwohl für die Evakuierung viel Zeit zur Verfügung stand und die See sehr ruhig war, starben etwa 1500 der über 2200 Menschen an Bord – hauptsächlich wegen der unzureichenden Zahl an Rettungsbooten und der Unerfahrenheit der Besatzung im Umgang mit diesen. Der Untergang veranlasste zahlreiche Maßnahmen zur Verbesserung der Sicherheit auf See.

### Kleinere Boote

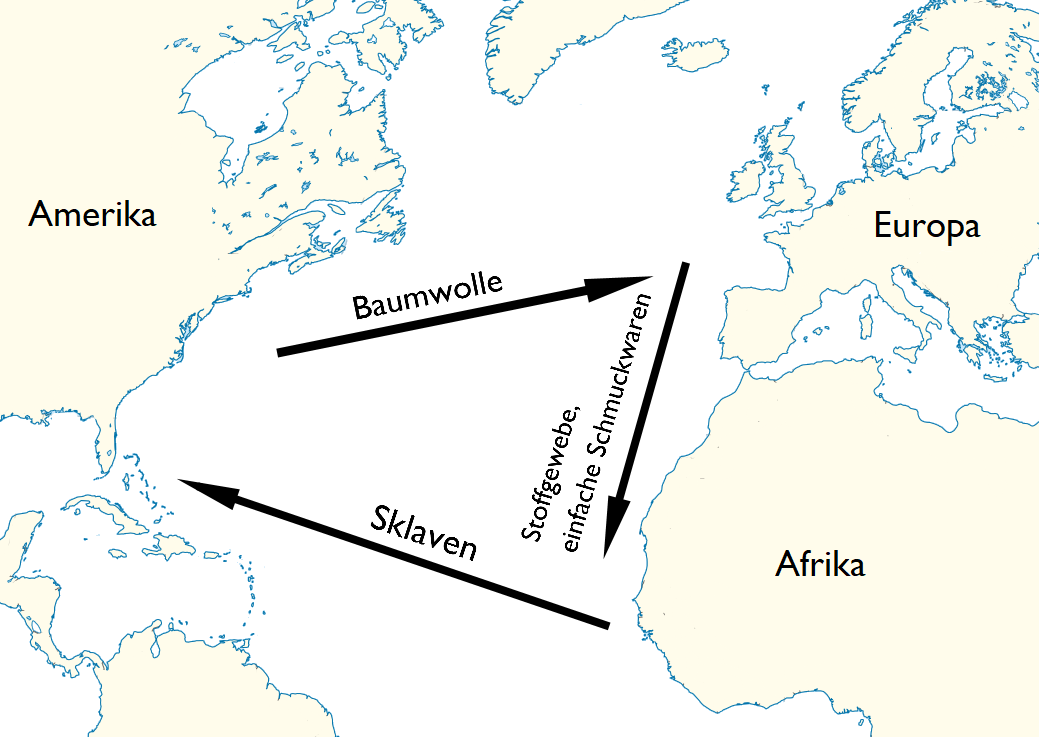
Segelschiffe wählen noch heute bevorzugt die Routen des klassischen atlantischen Dreieckshandels zur Überquerung des Atlantiks

Jedes Jahr überqueren einige hundert Segelyachten den Atlantik, viele davon im Rahmen der Atlantic Rally for Cruisers (ARC). Die Reise von Ost nach West führt klassischerweise von den Kanarischen Inseln südwestwärts bis zum Passatgürtel auf ungefähr 30–35° Nord und dann nach Westen zu den Kleinen Antillen, optional mit Zwischenstopp auf den Kapverdischen Inseln. Die Reise von etwa 2800 Seemeilen dauert je nach Schiffsgröße und Wetter ungefähr drei bis vier Wochen und beginnt meistens nach der karibischen Hurrikansaison Ende Oktober bis Ende Dezember. Die Rückreise erfolgt oft von Antigua und Barbuda oder den Bermudas aus über die Azoren nach Portugal oder direkt weiter nördlich nach Südengland. Die für dieses Vorhaben bevorzugten Westwinde sind im Frühling häufig und dennoch moderat.
Viele Menschen wurden für Atlantiküberquerungen auf besonders kleinen Booten bekannt, zum Beispiel:
- Der Norweger Ole Brude beobachtete 1898, wie ein hölzernes Rettungsboot von einer großen Welle gegen den Schiffsrumpf geschlagen und zerschmettert wurde. Darauf entwarf er ein kleines, geschlossenes Rettungsboot, das gänzlich aus Stahl gefertigt sein sollte. Brude war überzeugt davon, dass ein geschlossenes Rettungsboot den offenen Rettungsbooten im Seenotfall überlegen ist. Um die Seetüchtigkeit seines Bootes unter Beweis zu stellen, startete Ole Brude am 7. August 1904 mit drei Begleitern in Ålesund zur Atlantiküberquerung mit seinem Boot Uræd. Die Reise dauerte mehrere Monate und endete am 6. Januar 1905 in Gloucester (Massachusetts).
- Hannes Lindemann überquerte 1955 mit einem Einbaum und 1956 in einem Serienfaltboot von Klepper den Atlantik. Die Alleinfahrt mit dem Faltboot in 72 Tagen gilt bis heute als Atlantiküberquerung im volumenmäßig kleinsten Boot. Das Faltboot der Überfahrt ist im Deutschen Museum in München ausgestellt.
- 2006 überquerte Bruno Peyron mit seiner Crew auf dem knapp 37 Meter langen Maxi-Katamaran Orange II den Atlantik von New York nach Lizard Point in der Rekordzeit von 4 Tagen, 8 Stunden und 23 Minuten.
- 2010, 2013 in Richtung Westen und 2017 in Richtung Osten überquerte Aleksander Doba den Atlantik mit einem Kajak.
- Janice Jakait überquerte als erste Deutsche allein und ohne Begleitboot den Atlantik in einem Ruderboot. 2011 ruderte sie in 90 Tagen von Portimão (Portugal) nach Barbados.[2][3]
- 2017 hat der Franzose Thomas Coville auf seinem Trimaran Sodebo den Einhand-Rekord gebrochen. Der schnellste Solo-Weltumsegler bezwang den Nordatlantik auf der klassischen Rekordstrecke von New York nach Lizard Point (Großbritannien) in nur 4 Tagen, 11 Stunden, 10 Minuten und 23 Sekunden. Coville verbesserte den erst drei Tage zuvor von Francis Joyon auf Idec Sport aufgestellten Rekord um 15 Stunden, 45 Minuten und 47 Sekunden.[4]
- 2018 ruderte der Niederländer Mark Slats (40) in 30 Tagen (14. Dezember 2017 – 14. Januar 2018) mit Muskelkraft knapp 5.000 Kilometer von La Gomera (Kanarische Inseln) zur Karibik-Insel Antigua und brach damit den bisherigen Weltrekord von gut 49 Tagen.[5]

## Per Flugzeug
- Am 8. Mai 1919 starteten drei Flugboote vom Typ Curtiss NC der US Navy zu einer Atlantiküberquerung von New York nach Lissabon. Auf dem längsten Teilstück am 16. Mai von Trepassey Bay (Neufundland) zu den Azoren landeten zwei Maschinen auf der offenen See und konnten dann die Reise nicht fortsetzen. Die NC-4 unter Albert C. Read erreichte Faial, flog am 20. zum geplanten Zwischenziel Ponta Delgada und am 27. Mai 1919 nach Lissabon. Die Maschine und ihre sechsköpfige Besatzung überflogen als erste den Atlantik.[6] Sie flogen dann noch über Ferrol nach Plymouth. (Näheres hier)
- Die erste Nonstop-Atlantiküberquerung von Amerika nach Europa mit einem Flugzeug gelang am 14. Juni 1919 John Alcock und Arthur Whitten Brown. Sie flogen in einer Vickers Vimy, die im Ersten Weltkrieg als Langstreckenbomber gebaut worden war, in 16 Stunden und 12 Minuten von St. John’s / Neufundland nach Irland (in die Nähe von Clifden). Es waren 1980 geflogene nautische Meilen (3.667 km). Sie flogen also durchschnittlich 225 km/h über Grund.

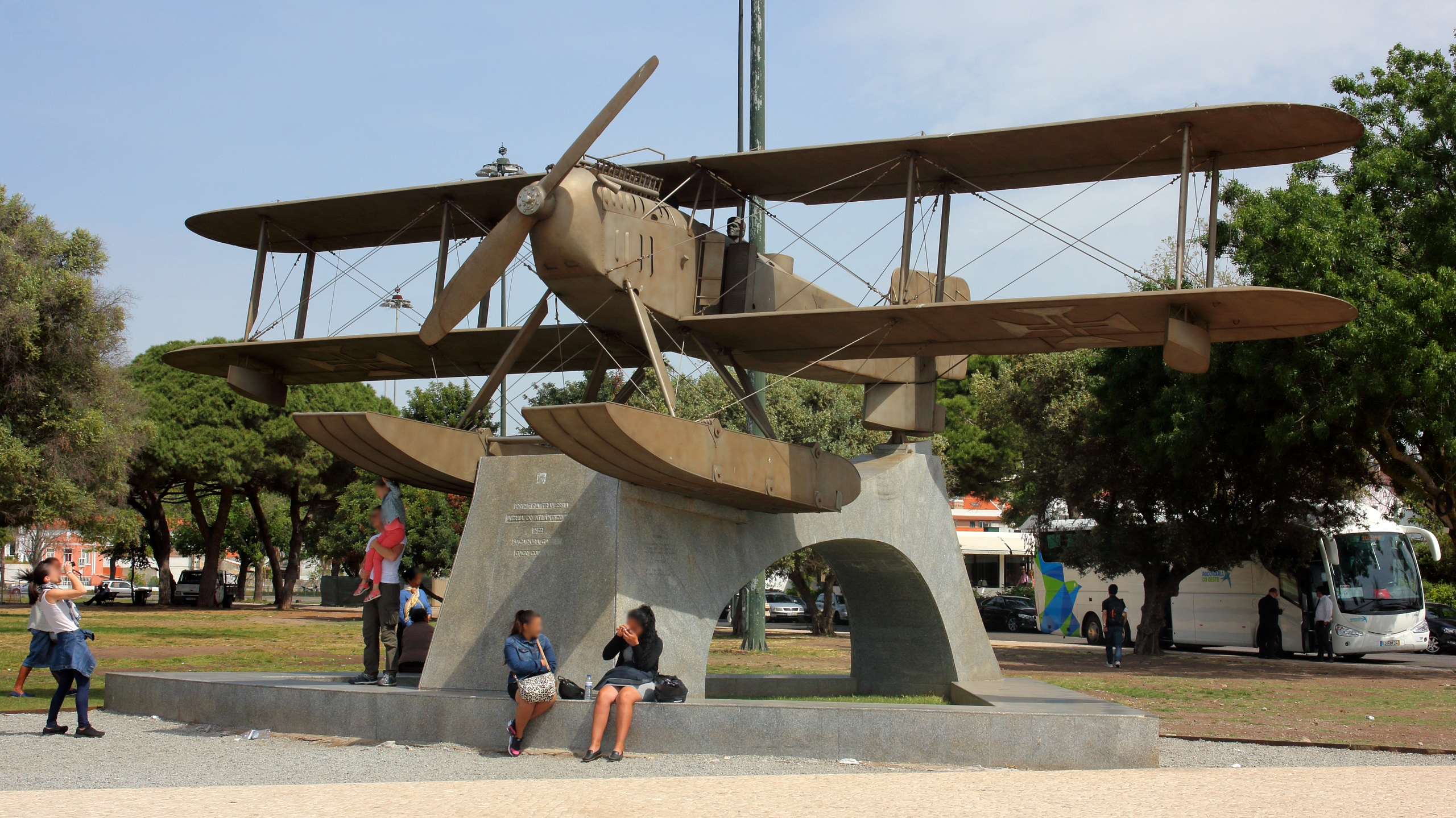
Denkmal in Belém an den ersten Atlantikflug nach Südamerika 1922.

- Von 30. März bis 5. Juni 1922 (Ankunft Rio: 17. Juni) überflogen die portugiesischen Piloten Gago Coutinho und Sacadura Cabral als erste die Südatlantikroute von Lissabon nach Rio de Janeiro, allerdings nicht in einem Stück, sondern in Etappen, mit Zwischenstation auf den Kanarischen Inseln sowie den Kap Verden – und nicht mit einem Flugzeug, sondern mit drei Maschinen. Mit dem Fairey IIIC-Schwimmerflugzeug Lusitania versuchten sie am 18. April von Porto Praia/Kanaren die brasilianische Insel Fernando de Noronha zu erreichen. Da der Treibstoff nur bei günstigen Bedingungen reichen würde, hatte sie einen Notstop bei den Sankt-Peter-und-Sankt-Pauls-Felsen geplant, wo ein Begleitschiff sie versorgen sollte. Sie erreichten dieses Zwischenziel mit dem letzten Treibstoff, beschädigten aber bei der Landung in rauer See einen Schwimmer und die Maschine sank. Die portugiesische Regierung stellte ein Fairey IIID-Ersatzflugzeug zur Verfügung, das von dem brasilianischen Frachter Bagé ex Sierra Nevada zum Sankt-Peter-und-Sankt-Pauls-Felsen gebracht werden sollte, wo es am 6. Mai eintraf. Wegen der schlechten Wetterbedingungen konnte das Flugzeug nicht ausgeladen werden, so dass die Piloten entschieden, die Maschine in Fernando de Noronha zu entladen, dann zu den Felsen zurückzufliegen und nach Wende wieder zum Startort zurückzufliegen. Am 11. Mai begann dieser Hin- und Rückflug. Allerdings fiel der Motor wegen Problemen mit der Treibstoffversorgung aus und die Portugiesen mussten 170 Seemeilen vor ihrem Ziel auf der offenen See abseits der Schifffahrtswege notlanden. Ein Frachter fand in der Nacht das treibende Flugzeug und schließlich erreichte auch das Begleitschiff Republica die Verunglückten. Die Maschine war in einem sehr schlechten Zustand nach >15 Stunden auf See, beide Schwimmer waren beschädigt und nicht mehr wasserdicht. Auch konnte das Flugzeug nicht mehr geschleppt werden und es sank schließlich. Als dies bekannt wurde, kam es zu großer öffentlicher Unterstützung in Portugal und Brasilien für die erneute Fortsetzung des Fluges. Eine weitere Fairey IIID wurde bis zum 2. Juni 1922 von einem portugiesischen Kriegsschiff nach Fernando de Noronha gebracht, die den Namen Santa Cruz erhielt. Mit dieser Maschine flogen Cabral und Coutinho dann am 5. Juni zum Festland (Recife) und dann in vier Etappen entlang der brasilianischen Küste bis zum 17. nach Rio de Janeiro. In den 80 Tagen der Reise waren 60 Stunden 14 Minuten geflogen worden. In Belém (Lissabon) erinnert ein Denkmal an diesen Flug.
- Vom 2. bis 31. August 1924 flogen dann erstmals Flugzeuge von Europa nach Nordamerika, als zwei amerikanische Douglas World Cruiser im Rahmen ihrer Weltumrundung von den Orkneys über Island, Grönland und Labrador in die USA zurückflogen. Eine dritte Maschine musste auf der Etappe nach Island auf dem Meer notlanden. Die Besatzung konnte von den Begleitschiffen gefunden und gerettet werden; die Bergung der Maschine, die seit dem Start des Unternehmens im April in Seattle über 20.000 km zurückgelegt hatte, misslang. Auch ein Wal-Flugboot unter dem Italiener Locatelli, der sich den Amerikanern in Europa angeschlossen hatte, ging nach einer Notlandung vor Grönland verloren. Den ersten Flug in dieser Richtung hatte 1919 schon das britische Luftschiff R34 durchgeführt (siehe weiter unten).
- 1926 gelang der erste Südamerikaflug mit einer Maschine, als der spanische Luftwaffenoffizier Ramón Franco mit dem Wal-Flugboot Plus Ultra von Huelva nach Buenos Aires flog und den Südatlantik von den Kapverden nach Fernando de Noronha querte (siehe Dornier Wal).
- Weniger als zwei Wochen vor Charles Lindbergh versuchten die Franzosen Charles Nungesser und François Coli, zwei Veteranen des Ersten Weltkrieges, im Mai 1927 den ersten Nonstop-Transatlantik-Flug zwischen Paris und New York durchzuführen, um die ausgesetzten 25.000 US-Dollar Preisgeld des Orteig-Preises zu gewinnen. Der Konstrukteur Pierre Levasseur entwickelte den Prototyp PL 8, einen Doppeldecker mit einem Lorraine-Dietrich-12-Eb-Motor mit 450 PS. Das Flugzeug L’Oiseau Blanc wurde nach dem Start am 8. Mai in Paris zuletzt über den Klippen von Étretat in der Haute-Normandie gesehen und gilt seitdem als verschollen. Der Verbleib des Weißen Vogels ist eines der größten ungelösten Rätsel der Luftfahrtgeschichte.
- Charles Lindbergh schaffte am 20./21. Mai 1927 mit der Spirit of St. Louis genannten Ryan NYP die erste Nonstop-Alleinüberquerung des Atlantiks von New York nach Paris.
- Der erste Transatlantikflug vom europäischen Festland nach (Nord-)Amerika gelang Ehrenfried Günther Freiherr von Hünefeld, Hermann Köhl und James Fitzmaurice 1928 mit der Junkers W33 Bremen.
- Amelia Earhart (1897–1937) erlangte internationale Bekanntheit, als sie am 17. und 18. Juni 1928 in einem 20-stündigen Flug als erste Frau in einem Flugzeug den Atlantik überquerte. Zu ihrem Ärger (sie besaß eine Fluglizenz) war sie nur Passagierin, aber auch das war damals eine Sensation. Sie wurde als Heldin gefeiert, zur „Frau des Jahres“ gewählt und erhielt viel mehr Beachtung als der Pilot Wilmer Stultz. Sehr bald wurde Earhart zu einem Idol der jungen amerikanischen Frauen. Sie wurde häufig zu Interviews und Vorträgen eingeladen und nutzte diese, um „die Frauen aus dem Käfig ihres Geschlechts herauszuholen“. Sie betonte immer wieder, dass an Frauen keine anderen Maßstäbe angelegt werden sollten als an Männer.

1932, ein halbes Jahr nach ihrer Hochzeit, wagte sie – fünf Jahre nach Charles Lindbergh – als erste Frau die Atlantiküberquerung im Alleinflug. Sie startete am 20. Mai 1932 von Neufundland in Richtung Paris. Wegen schlechten Wetters und technischer Probleme musste sie in der Nähe von Londonderry (Nordirland) notlanden. Für diesen Flug, durch den sie auch zum ersten Menschen wurde, der zweimal den Atlantik überflogen hatte, wurde sie von Präsident Herbert C. Hoover mit der Goldmedaille der National Geographic Society geehrt. Zudem wurde ihr als erster Frau das Distinguished Flying Cross verliehen. In ihrer Dankesrede meinte sie lakonisch: „Einige Aspekte des Fluges sind übertrieben dargestellt worden, fürchte ich. Es war viel spannender zu schreiben, ich sei mit den letzten Litern Treibstoff gelandet. Tatsächlich hatte ich noch über vierhundert (Liter). Und ich habe bei der Landung keine Kuh getötet – es sei denn, eine wäre vor Angst gestorben.“
- Darius und Girėnas, zwei litauische Piloten mit US-Staatsangehörigkeit, starteten am 15. Juli 1933 von New York aus mit dem Ziel, nach insgesamt 7.186 Kilometern in der damaligen litauischen Hauptstadt Kaunas zu landen. Obwohl die beiden keine Navigationsausrüstung außer einem Kompass hatten und unter ungünstigen Wetterbedingungen flogen, war ihr Flug navigatorisch einer der genauesten dieser Zeit. Nach 6.411 km und 37 Stunden 11 Minuten in der Luft – nur 650 km vor dem Ziel, stürzte ihre Maschine jedoch um 0:16 Uhr aus nie geklärten Gründen ab; die beiden starben.
- Beryl Markham überquerte 1936 als erste Frau Nonstop und Solo den Atlantik von Europa nach Amerika.
- Am 10. August 1938 erfolgte der erste Non-Stop-Flug mit einem landgestützten Passagierlangstreckenflugzeug von Berlin nach New York mit einer Focke-Wulf Fw 200 „Condor“, die in 24 Stunden und 56 Minuten von Berlin-Staaken nach Floyd Bennett flog und den Rückflug nach Berlin-Tempelhof drei Tage später in 19 Stunden und 47 Minuten absolvierte.[7]
- Im Sommer 1939 eröffnete Pan Am den Linienflugverkehr über den Atlantik mit Boeing-314-Flugbooten. Mit Beginn des Zweiten Weltkrieges wurden diese Flüge wieder eingestellt.
- Pan Am flog ab Oktober 1958 mit der nun düsengetriebenen Boeing 707 über den Atlantik.[8]
- in den 1980er Jahren erhielten einige Passagierflugzeuge mit nur zwei Triebwerken die Genehmigung ETOPS 90. Zeitgleich mit dem Airbus A300 erhielten auch die Boeing 757 und 767 ebenfalls die behördliche Zulassung für bis zu 90 Minuten Entfernung zum nächsten Flughafen.

Trans World Airlines erhielt als erste US-Fluggesellschaft die behördliche Erlaubnis für eine direkte Flugroutenführung zwischen Boston und Paris.
- Am 11. August 2003 flog das Modellflugzeug TAM 5 per Autopilot in 38 Stunden und 23 Minuten von Kanada nach Irland und wurde per manueller Fernsteuerung gelandet – weniger als 2 % des Treibstoffs blieben übrig.[9]
- Vom 20. bis 23. Juni 2016 gelang der hier von Bertrand Piccard pilotierten Solar Impulse die erste und bisher einzige Atlantiküberquerung eines Solarflugzeugs von New York City nach Sevilla, Spanien. Die Distanz von 6765 km wurde in 2 Tagen, 23 Stunden und 8 Minuten zurückgelegt und war zugleich Etappe 15 einer Weltumrundung in 17 Etappen.

Im Juni 1936 wurde mit den Bauarbeiten am Flughafen Gander (Neufundland) begonnen; 1938 landete dort das erste Flugzeug. Dieser Flughafen wurde in der menschenleeren Wildnis (im äußersten Nordosten Nordamerikas) gebaut. Flugzeuge auf der Great Circle Route tankten dort auf. Als in den 1960er Jahren die meisten Passagierflugzeuge genug Reichweite für Nonstopflüge hatten, verlor dieser Flugplatz sehr schnell an Bedeutung.
Jean Batten (1909–1982), eine neuseeländische Pilotin, überflog als erste Frau den südlichen Atlantik. Maryse Bastié (1898–1952) wollte dieselbe Strecke in kürzerer Zeit fliegen. Im September 1936 startete sie in einer Caudron „Simon“-Eindecker von Paris über Dakar nach Natal (Brasilien), das sie in 12 Stunden 5 Minuten erreichte, womit sie ihre Konkurrentin um eine gute Stunde unterbot. Die Durchschnittsgeschwindigkeit betrug 260 km/h. Bei ihrer Rückkehr nach Frankreich wurde sie zum Offizier der französischen Ehrenlegion ernannt.
Ab den 1930er Jahren wurden auf einigen Atlantikinseln Flugplätze gebaut:
- Liste der Flughäfen und Flugplätze in Irland
- Liste der Flughäfen in Island
- Kanarische Inseln
  - Flughafen Teneriffa Nord – Teneriffa
  - Flughafen Gran Canaria – Gran Canaria
  - Flughafen Santa Cruz de La Palma – La Palma
  - Flughafen Arrecife – Lanzarote
  - Flughafen El Hierro – El Hierro
  - Flughafen La Gomera – La Gomera
  - Flughafen Fuerteventura – Fuerteventura
- Madeira: 1960 wurde ein Flughafen auf der Insel Porto Santo und 1964 einer auf Santa Catarina eröffnet.
- Azoren – liegen 1.369 km westlich vom europäischen Festland (Cabo da Roca) und 4.382 km ostwärts von Nordamerika (US-Bundesstaat Virginia). Die kürzeste Entfernung (Insel Flores) zum nordamerikanischen Festland (Neufundland in Kanada) beträgt 2.342 km. Hauptinsel ist São Miguel; auf der Insel Terceira ist der Flugplatz Lajes Field.

## Per Luftschiff
- Das englische Starrluftschiff R34, eine noch im Ersten Weltkrieg bau-begonnene Kopie des deutschen Marineluftschiffs L 33 der Bauart Zeppelin, war das erste Luftschiff, das 1919 den Atlantik überquerte und damit den ersten Nonstop-Ost-West-Transatlantikflug überhaupt unternahm. Unter dem Kommando von Major George Herbert Scott startete es am 2. Juli 1919 in East Fortune nahe Edinburgh mit einer 27-köpfigen Besatzung, drei Passagieren und einem blinden Passagier und landete am 6. Juli auf dem Roosevelt Field auf dem New York City-Ende von Long Island nach 108 Stunden und 12 Minuten Fahrt.
- Am 9. Juli startete das Luftschiff zu seiner Rückfahrt nach England. Dem blinden Passagier, ein Besatzungsmitglied auf den Probefahrten des Luftschiffs, das nicht für den Transatlantikflug ausgewählt worden war, wurde die erneute Mitfahrt verweigert. Der US Navy-Beobachtungsoffizier des Hinfluges (Z. Lansdowne) wurde durch einen Heeresoffizier ausgetauscht und ein Funker wurde durch zwei zusätzliche Motorenwarte ersetzt, so dass wieder 31 Mann an Bord waren. Die Fahrt auf einem südlicheren Kurs mit günstigen Winden dauerte nur 75 Stunden zur britischen Luftschiffbasis in Pulham bei Pulham St. Mary in Norfolk, wo das Luftschiff am 12. Juli 1919 landete und damit als erstes Luftfahrzeug auch den Atlantik in beiden Richtungen überquert hatte.
- Erst fünf Jahre später überquerte wieder ein Luftschiff den Atlantik. Hugo Eckener überführte den Zeppelin LZ126 vom 12. bis 15. Oktober 1924 in 74 Stunden 56 Minuten von Friedrichshafen nach Lakehurst als Reparationslieferung an die USA. Dabei legte das Luftschiff über 9000 km zurück. An Bord waren 27 Mann Besatzung und vier beobachtende US-Offiziere. Das Luftschiff kam als ZR III Los Angeles in den Dienst der US Navy.(Details siehe LZ126)
- Die erfolgreiche Überführung erleichterte die Freigabe des zivilen Luftschiffbaus in Deutschland. Am 11. Oktober 1928 startete mit LZ 127 „Graf Zeppelin“ von Friedrichshafen mit 40 Mann Besatzung und 20 Passagieren erneut unter Eckener in die USA. Die Fahrt bei teilweise sehr schlechtem Wetter dauerte 111 Stunden. Die Rückfahrt begann am 29. Oktober. Dieses Luftschiff flog in den folgenden Jahren mehrfach in die USA und seit 1930 auch regelmäßig nach Brasilien mit Passagieren, Fracht und Post. Die Graf Zeppelin führte bis zur Aufgabe des Passagierverkehrs nach dem Hindenburg-Absturz in Lakehurst am 6. Mai 1937 136 Südatlantiküberquerungen durch.
- Am 29. Juli 1930 überquerte zum zweiten Mal ein britisches Luftschiff den Nordatlantik. Von der Basis des geplanten britischen Luftschiffpassagierverkehrs in Cardington startete das neue Luftschiff R100 zu einer Fahrt nach Montreal, das in 78 Stunden 49 Minuten am 1. August erreicht wurde. Dort wurde noch eine eintägige Demonstrationsfahrt mit Passagieren nach Toronto und zu den Niagarafällen durchgeführt. Am 13. August begann die Rückfahrt des Schiffes, die in nur 57½ Stunden nach Cardington führte.

Das Schiff wurde nach der langen Fahrt überholt und man konzentrierte sich auf die bevorstehende Fahrt des Konkurrenzmodells R101 nach Indien. Nach dem Absturz der R101 am 4. Oktober 1930 wurden auch weitere Fahrten der R100 untersagt und das Luftschiff im folgenden Jahr verschrottet.
- Letztes Passagierluftschiff über dem Nordatlantik wurde dann LZ 129 „Hindenburg“. Das im März 1936 fertiggestellte Luftschiff fuhr am 31. März mit 37 Passagieren erstmals nach Südamerika. Am 6. Mai 1936 folgte die erste Fahrt in die USA. Im ersten Betriebsjahr konnten 46 Fahrten über den Nord- und Südatlantik durchgeführt werden, für die jetzt der Rhein-Main-Flughafen in Frankfurt als Basis diente. Auf ihrer ersten Nordamerika-Fahrt des folgenden Jahres verunglückte die Hindenburg  bei der Landung in Lakehurst am 6. Mai 1937 (35 Tote).

Dieser schwere Unfall führte zum Ende der Passagierluftfahrt mit Luftschiffen über den Atlantik.